# Operazione Bowler
L'operazione Bowler (in inglese Operation Bowler) fu un attacco aereo degli Alleati contro il porto di Venezia e le sue infrastrutture avvenuto il 21 marzo 1945. L'attacco è stato condotto dal colonnello (Group Captain) della RAF George Westlake. Si trattò dell'unica operazione di bombardamento aereo che Venezia subì ad opera degli Alleati

## Premesse
Agli inizi del 1945 la rete stradale e ferroviaria dell'Italia settentrionale aveva subito gravi danni ed era scarsamente utilizzabile; per questo motivo i tedeschi furono costretti a trasportare i rifornimenti attraverso il porto di Venezia e i canali che da lì si diramavano verso la Pianura Padana.
Secondo le valutazioni del comando alleato era quindi necessario un attacco alla città e al suo porto, nonostante l'alto rischio di danneggiamenti alle sue opere artistiche e ai suoi tesori architettonici, rischio sempre presente in tutta la campagna d'Italia come aveva dimostrato l'esperienza della Battaglia di Cassino. L'operazione venne quindi pianificata per essere estremamente precisa al fine di evitare i danni collaterali al patrimonio culturale.
Come promemoria per i piloti il generale (Air Vice-Marshall) Robert Foster decise di chiamare l'operazione Bowler, in italiano "bombetta", proprio per ricordare loro che sarebbero ritornati nei panni civili o peggio se avessero danneggiato Venezia.

## Svolgimento
Dopo aver valutato le condizioni atmosferiche Westlake condusse, dal suo Curtiss P-40 Kittyhawk, l'attacco del 250° Squadron RAF composto da oltre 100 tra Curtiss P-40 e Mustang P-51 specializzati in operazioni di bombardamento in picchiata e facente parte del 239° Wing della Raf (239º stormo). I caccia attaccarono le batterie a difesa del porto e successivamente si tuffarono in un bombardamento in picchiata di tale precisione che provocò come danni collaterali solo finestre in frantumi e che spinse i civili a sentirsi così sicuri da salire sui tetti della città ad osservare l'attacco.

## Obiettivi centrati
A seguito dell'attacco furono affondati due navi mercantili, naviglio di scorta e altre imbarcazioni minori. Fu danneggiata seriamente una grossa nave da carico, distrutti cinque magazzini portuali, un deposito di mine navali dell'Asse (che lasciò un cratere del diametro di circa 90 metri sulle banchine), le infrastrutture portuali e la scuola per la formazione di sommozzatori e siluri a lenta corsa. Disgraziatamente però saltò in aria anche un magazzino in cui erano stoccate molte mine marine: l’onda d’urto che ne seguì, infatti, rase al suolo un edificio di cinque piani del vicino quartiere di Santa Marta, causando una ventina di vittime.
Lo stesso Spitfire (l’aereo da caccia monoposto ad ala bassa) che stava riprendendo lo scenario dell’attacco ne fu violentemente investito, come testimoniano le foto mosse scattate nell’occasione: l’esplosione ruppe i vetri della città e vi furono gravi danni agli affreschi del Tiepolo a Palazzo Labia. 
L'attività del porto di Venezia venne inibita e non poté essere di aiuto alle forze dell'asse quando l'offensiva di primavera degli alleati contro la linea Gotica ebbe inizio due settimane dopo.

## Riconoscimenti
Al colonnello Westlake fu riconosciuto subito dopo l'operazione la Distinguished Service Order che si aggiunse alla Distinguished Flying Cross avuta nel 1942 per le sue circa 300 missioni effettuate.